# Adelina Zagidullina
Adelina Rustemovna Zagidullina (in russo Аделина Рустемовна Загидуллина?; Ufa, 13 gennaio 1993) è una schermitrice russa, specializzata nel fioretto.
Vince il fioretto a squadre e il bronzo individuale ai Giochi europei di Baku.

## Palmarès
- Giochi olimpici

Tokyo 2020: oro nel fioretto a squadre.
- Mondiali:

Rio de Janeiro 2016: oro nel fioretto a squadre.
Lipsia 2017: bronzo nel fioretto a squadre.
Budapest 2019: oro nel fioretto a squadre.
- Europei:

Toruń 2016: oro nel fioretto a squadre.
Tbilisi 2017: argento nel fioretto a squadre.
Düsseldorf 2019: oro nel fioretto a squadre.
- Giochi europei

Baku 2015: oro nel fioretto a squadre e bronzo nel fioretto individuale.